# Herbert Pampuch
Herbert Pampuch (* 23. September 1952 in Chrosczütz, Polen) ist ein ehemaliger deutscher Fußballspieler. Für den SV Darmstadt 98 lief er in der zweitklassigen Regionalliga Süd sowie der 2. Bundesliga auf.

## Sportlicher Werdegang
In der A-Jugend spielte sich das Defensiv-Talent aus Baden-Baden in die Deutsche Jugendnationalmannschaft. Er debütierte in der DFB-Jugend am 25. November 1970 in Lübeck bei einem Freundschaftsspiel gegen Schweden. Er lief beim 1:0-Erfolg vor Torhüter Rudi Kargus als rechter Verteidiger an der Seite von Hartmut Huhse, Manfred Kaltz und Ronald Worm auf. Im Januar 1971 nahm er mit der DFB-Jugend am Atlantik-Pokalturnier in Las Palmas teil und kam als Verteidiger in den Spielen gegen Frankreich (3:2) und Niederlande (1:0) zum Einsatz.
Pampuch schloss sich 1973 vom südbadischen Meister SC Baden-Baden kommend nach Verhandlungen mit Udo Klug dem SV Darmstadt 98 an, der zudem Manfred Drexler vom 1. FC Nürnberg und Dieter Rudolf von Eintracht Frankfurt verpflichtete. Am Ende der Regionalliga-Spielzeit 1973/74 qualifizierte er sich mit den „Lilien“ als Tabellenvierte für die neu eingeführte 2. Bundesliga. Pampuch hatte 31 Ligaeinsätzen zwei Tore erzielt. In der 2. Bundesliga lief er in den folgenden Spielzeiten unter den Trainern Udo Klug und Lothar Buchmann auf, wobei er immer nur abschnittsweise als Stammspieler reüssierte. In der Spielzeit 1977/78 kam er nur noch zu fünf Spieleinsätzen in der Mannschaft, die am Saisonende in die Bundesliga aufstieg. Später gab Mannschaftskamerad Gerhard Kleppinger, einer der Leistungsträger der „Feierabendprofis“ zu Protokoll, dass er ohne die Chauffeurdienste des ihn täglich von seiner Ausbildungsstelle als Versicherungskaufmann zum Training mitnehmenden Pampuchs sich nie hätte durchsetzen können. Bis dahin hatte Pampuch 84 Meisterschaftsspiele für Darmstadt 98 in der 2. Bundesliga gespielt und dabei fünf Tore erzielt.
Später lief Pampuch unter anderem an der Seite von Oliver Posniak, Gerhard Lachmann, Martin Bremer und Bernhard Metz in der Traditionsmannschaft des SV Darmstadt 98 auf.